# Maria Teresa Perales
Maria Teresa Perales (ur. 29 grudnia 1975 w Saragossie) – hiszpańska niepełnosprawna pływaczka, pięciokrotna złota medalistka igrzysk paraolimpijskich.
Maria od dzieciństwa cierpi na paraplegię. Do 19 roku życia ćwiczyła karate, lecz w późniejszym czasie zdecydowała się na uprawianie pływania.

## Kariera pływacka
Występy na arenie międzynarodowej rozpoczęła podczas mistrzostw świata w Christchurch (Nowa Zelandia), zdobywając tam jeden brązowy medal.
Podczas igrzysk paraolimpijskich w Sydney w 2000 roku zdobyła 5 medali (1 srebrny i 4 brązowe)
W 2004 roku podczas igrzysk rozgrywanych w Atenach zdobyła 2 złote, 1 srebrny i 3 brązowe medale.
Trzy złote, jeden srebrny i 1 brązowy medal zdobyła podczas igrzysk w Pekinie w 2008 roku, bijąc przy okazji dwa rekordy świata.
W 2012 roku podczas igrzysk paraolimpijskich w Londynie zdobyła 5 medali: 1 złoty, 3 srebrne i 2 brązowe.

## Kariera polityczna
Od 2003 roku jest radną w radzie miejskiej miasta Saragossy.

## Życie prywatne
Jej mężem jest Marino Menor.